# Velothon Stockholm
De Velothon Stockholm was een eendaagse wielerwedstrijd die in 2015 eenmalig werd verreden in de stad Stockholm. Het maakte onderdeel uit van een nieuw evenement, genaamd de UCI Velothon Majors; acht nieuwe wielerwedstrijden in verschillende steden. Andere wedstrijden van dit evenement zijn onder andere Velothon Berlin en Velothon Wales.
De koers maakte onderdeel uit van de UCI Europe Tour en had een classificatie van 1.1. De editie van 2016 werd geannuleerd, sindsdien is de Velothon Stockholm niet meer georganiseerd.

## Lijst van winnaars
2005 · 
2006 · 
2007 · 
2008 · 
2009 · 
2010 · 
2011 · 
2012 · 
2013 · 
2014 · 
2015 · 
2016 · 
2017 ·
2018 ·
2019 ·
2020 ·
2021 ·
2022 ·
2023 ·
2024 ·
2025
Belangrijkste etappewedstrijden

Internationaal Wegcriterium · Driedaagse Brugge-De Panne · Ronde van de Alpen · Vierdaagse van Duinkerke · Ronde van Beieren · Ronde van Noorwegen · Ronde van België · Ronde van Luxemburg · Ronde van Oostenrijk · Ronde van Wallonië · Ronde van Burgos · Ronde van Denemarken · Arctic Race of Norway · Ronde van Groot-Brittannië
Belangrijkste eendaagse wedstrijden

Trofeo Laigueglia · GP Lugano · GP Nobili Rubinetterie · Dwars door Vlaanderen · Scheldeprijs · Brabantse Pijl · GP Kanton Aargau · Brussels Cycling Classic · GP Fourmies · Primus Classic Impanis-Van Petegem · Ronde van de Drie Valleien · Milaan-Turijn · Ronde van Piemonte · Ronde van het Münsterland · Ronde van Emilia · Parijs-Tours · GP Bruno Beghelli